# Sex and Zen III
Sex and Zen III (Yuk po tuen III goon yan ngoh yiu) è un film del 1998 diretto da Aman Chang.

## Trama
La vicenda, ambientata in Cina durante la dinastia Sung, ha per protagoniste tre ragazze, la campagnola Su Sam, la graziosa Ching-Yun e la sexy Fanny, vendute dalle rispettive povere famiglie alla Casa della Fragranza, un postribolo d'alta classe gestito da Kau, ex prostituta. 
 Su Sam s'innamora di uno studente, viene torturata perché rifiuta gli altri clienti e cade nella trappola architettata da Fanny in seguito all'avvelenamento di un cliente.